# Tyrell Malacia
Tyrell Malacia (Rotterdam, 17 d'agost de 1999) és un futbolista neerlandès que juga com a defensa al Manchester United FC de la Premier League d'Anglaterra.

## Trajectòria
Va començar a formar-se com futbolista des dels nou anys en la disciplina del PEC Zwolle. Va estar ascendint de categories fins que a la temporada 2017-18 finalment va pujar al primer equip, fent el su debut el 6 de desembre de 2017 en un partit de la Lliga de Campions de la UEFA contra el S. S. C. Napoli, jugant els 90 minuts de partit.
Va romandre a Rotterdam fins al 5 de juliol de 2022, moment en què va ser traspasat al Manchester United F. C. amb seu nou equip va signar un contracte de quatre anys amb opció a un cinquè.

## Internacional
El 4 de setembre de 2021 va debutar amb la selecció de Països Baixos en una trobada de classificació per al Mundial 2022 davant Montenegro que els neerlandesos van vèncer per quatre a zero.

## Estadístiques

### Clubs
| Club                                 | Div.          | Temporada     | Lliga | Lliga | Copes nacionals | Copes nacionals | Copes internacionals | Copes internacionals | Total | Total |
| Club                                 | Div.          | Temporada     | Part. | Gols  | Part.           | Gols            | Part.                | Gols                 | Part. | Gols  |
| ------------------------------------ | ------------- | ------------- | ----- | ----- | --------------- | --------------- | -------------------- | -------------------- | ----- | ----- |
| Feyenoord · Països Baixos            | 1a            | 2017-18       | 11    | 0     | 2               | 0               | 1                    | 0                    | 14    | 0     |
| Feyenoord · Països Baixos            | 1a            | 2018-19       | 17    | 3     | 1               | 0               | 1                    | 0                    | 19    | 3     |
| Feyenoord · Països Baixos            | 1a            | 2019-20       | 12    | 0     | 4               | 0               | 5                    | 0                    | 21    | 0     |
| Feyenoord · Països Baixos            | 1a            | 2020-21       | 28    | 0     | 2               | 0               | 3                    | 0                    | 33    | 0     |
| Feyenoord · Països Baixos            | 1a            | 2021-22       | 32    | 1     | 1               | 0               | 17                   | 0                    | 40    | 0     |
| Feyenoord · Països Baixos            | Total club    | Total club    | 100   | 4     | 10              | 0               | 27                   | 0                    | 137   | 4     |
| Manchester United F. C. · Anglaterra | 1a            | 2022-23       | 7     | 0     | 0               | 0               | 3                    | 0                    | 10    | 0     |
| Manchester United F. C. · Anglaterra | Total club    | Total club    | 7     | 0     | 0               | 0               | 3                    | 0                    | 10    | 0     |
| Total carrera                        | Total carrera | Total carrera | 107   | 4     | 10              | 0               | 30                   | 0                    | 147   | 4     |

## Palmarès

### Títols nacionals
| Títol                        | Club      | País          | Any                               |
| ---------------------------- | --------- | ------------- | --------------------------------- |
| Copa dels Països Baixos      | Feyenoord | Països Baixos | Copa dels Països Baixos 2017-18   |
| Supercopa dels Països Baixos | Feyenoord | Països Baixos | Supercopa dels Països Baixos 2018 |